# Epp Mäe
Epp Mäe, née le 2 avril 1992, est une pratiquante de lutte libre estonienne.

## Titres en lutte libre
- 2015 : médaille de bronze aux Championnats du monde (75 kg)
- 2017 : médaille de bronze aux Championnats d'Europe (75 kg)
- 2019 : médaille de bronze aux Jeux européens (76 kg)
- 2019 : médaille de bronze aux Championnats du monde (76 kg)
- 2021 : médaille d'or aux Championnats d'Europe (76 kg)
- 2021 : médaille d'argent aux Championnats du monde (76 kg)
- 2022 : médaille d'argent aux Championnats d'Europe (76 kg)
- 2022 : médaille de bronze aux Championnats du monde (76 kg)